# Château de Combreux (Loiret)
Pour les articles homonymes, voir château de Combreux.
Le château de Combreux est un château situé à Combreux, dans le département du Loiret en région Centre-Val de Loire.

## Géographie
L'édifice est situé sur le territoire de la commune de Combreux (Loiret), au nord du bourg, dans la région naturelle de la forêt d'Orléans, le long du canal d'Orléans.
Depuis Combreux, le château est accessible via la route départementale 9.

## Histoire
La date de construction du château d'origine n'est pas connue mais on peut trouver dans les textes une mention du château dès le XIIe siècle.
Le château constitue à l'origine un fief de la châtellenie de Vitry.
L'édifice est acquis par  Alexandre-Jules de La Rochefoucauld, duc d'Estissac au XIXe siècle.
Le duc d'Estissac est recensé comme organisateur de chasses à courre sur les terres du château de Combreux. Le domaine possède une meute de 80 chiens,.

## Description
L'édifice est de style néogothique.
Le château est entouré de douves.

## Personnalités liées au château
- Guy de Senlis de la Tour[2] ;
- Lancelot de la Taille[2].